# Jinja (cidade)

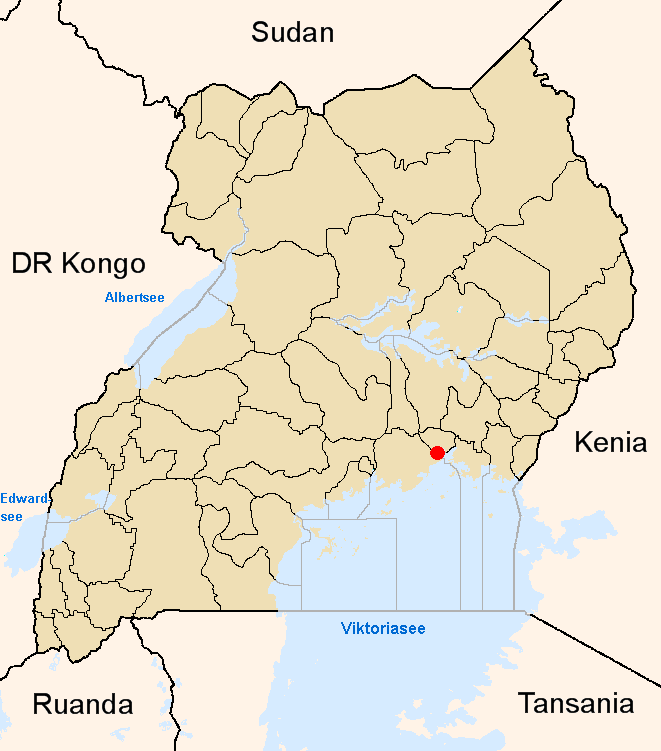
Localização da cidade de Jinja

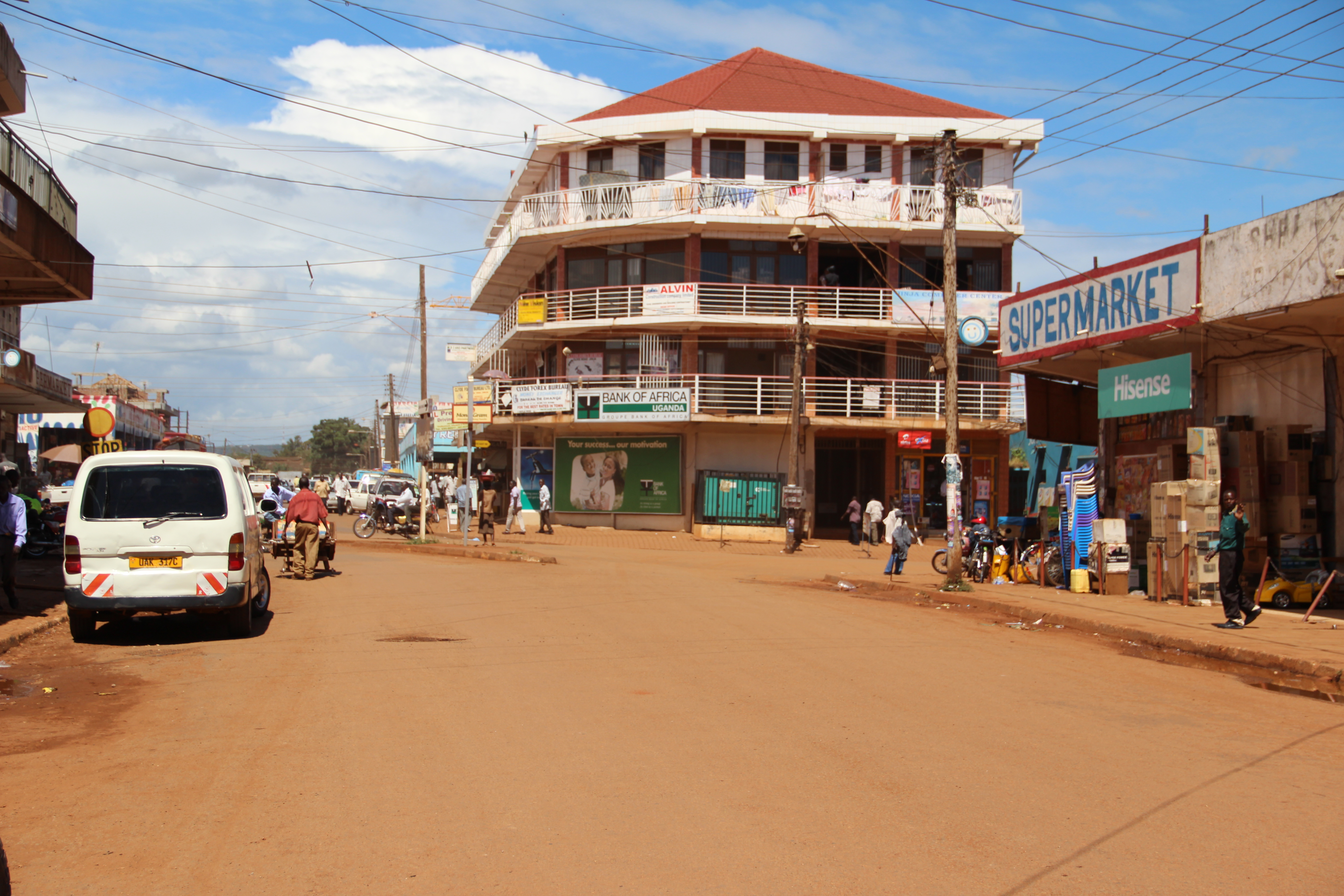
Rua principal de Jinja

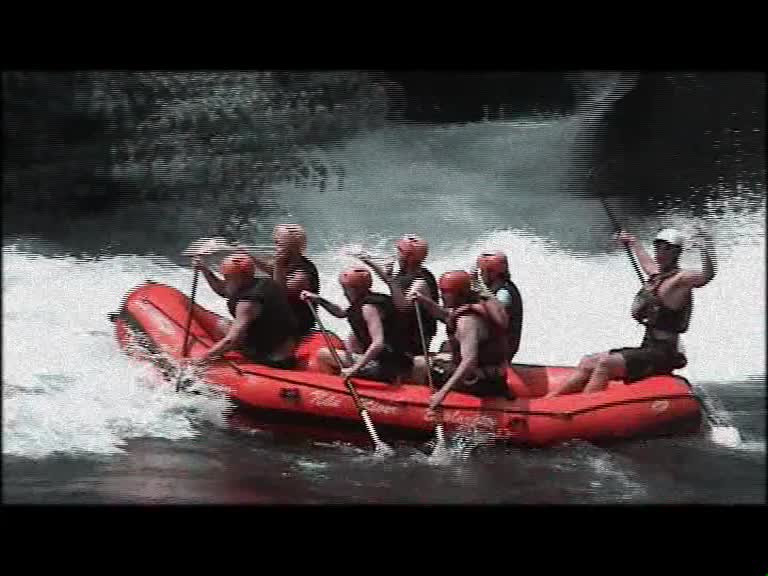
Rafting no rio Nilo

Jinja é uma cidade localizada na Região Leste de Uganda, às margens do Lago Victoria, próximo à nascente do rio Nilo Branco. É o segundo maior centro comercial do país.

## Localização
Jinja é a principal cidade do distrito de Jinja. A cidade fica a aproximadamente 81 quilômetros (50 mi), por rodovia, do leste de Kampala, a capital e maior cidade e Uganda;

## População
De acordo com dados do censo populacional de 2014, Jinja tem 72.931 habitantes. Tem a maior área metropolitana do distrito e é a 14ª maior cidade do país.
As coordenadas de Jinja são 0° 25′ 28″ N, 33° 12′ 15″ E (Latitude:0.423333; Longitude:33.206667).

## Economia
Jinja apresenta a segunda maior economia de Uganda. No passado, fábricas escolheram Jinja como base devido à proximidade da estação de energia elétrica da barragem de Owen Falls. A partir da década de 2000, a economia de Jinja cresceu fortemente.

## Atrações locais
Jinja é comumente lembrada como a "capital da aventura da África do Leste" devido às muitas atividades turísticas na cidade, entre elas rafting e bungee jumping.
Próximo à cidade se encontra um templo hindu em atividade, que possui um busto em bronze de Gandhi.